# Mount Sphinx (berg i Antarktis)
Mount Sphinx är ett berg i Antarktis. Det ligger i Östantarktis. Norge gör anspråk på området. Toppen på Mount Sphinx är 2 200 meter över havet.
Terrängen runt Mount Sphinx är huvudsakligen lite kuperad. Trakten är obefolkad. Det finns inga samhällen i närheten.